# Our Lady Peace
Our Lady Peace – kanadyjski zespół muzyczny wykonujący rocka alternatywnego, założony w roku 1992 w Toronto. Aktualnie członkami zespołu są: Raine Maida, Duncan Coutts, Jeremy Taggart i Steve Mazur. Zespół wydał 6 albumów studyjnych, jeden koncertowy oraz dwie składanki.

## Członkowie zespołu

### Obecni
- Raine Maida (od 1992): śpiew, gitara akustyczna
- Jeremy Taggart (od 1993): perkusja
- Duncan Coutts (od 1995): gitara basowa, chórki
- Steve Mazur (od 2002): gitara, chórki

### Byli członkowie
- Mike Turner (1992–2001): gitara, chórki
- Chris Eacrett (1992–1995): gitara basowa
- Jim Newell (1992–1993): perkusja

## Dyskografia

### Albumy studyjne
- 1994: Naveed
- 1997: Clumsy
- 1999: Happiness...Is Not a Fish That You Can Catch
- 2000: Spiritual Machines
- 2002: Gravity
- 2005: Healthy in Paranoid Times
- 2009: Burn Burn

#### Albumy koncertowe
- 2003: Live

#### Składanki
- 2006: A Decade
- 2009: The Very Best of Our Lady Peace